# ハン・ソンミン
ハン・ソンミン（韓国語：한성민、2001年10月15日 - ）は大韓民国の女優、モデルである。

## 出演

### 映画
- 最善の人生（2021年）- ソヨン役[1]

### ドラマ
- 十八の瞬間（2019年、JTBC）- ファン・ロミ役
- TWENTY×TWENTY～ハタチの恋～（2020年、PLAYLIST）- チェ・ダヒ役[2]

### ラジオ
- パク・ハソンのシネタウン（2021年、SBSパワーFM）[3]